# Viudez

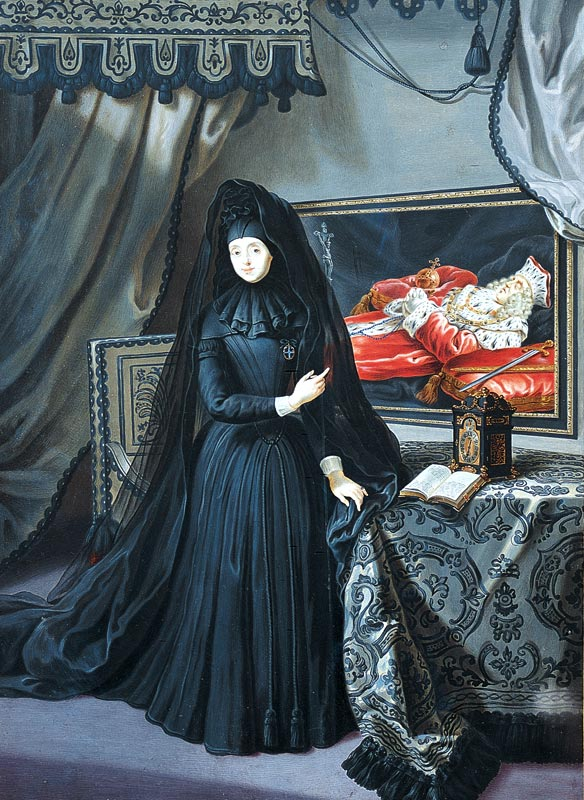
Ana María Luisa de Médici, viuda (1717, Jan Frans van Douven).

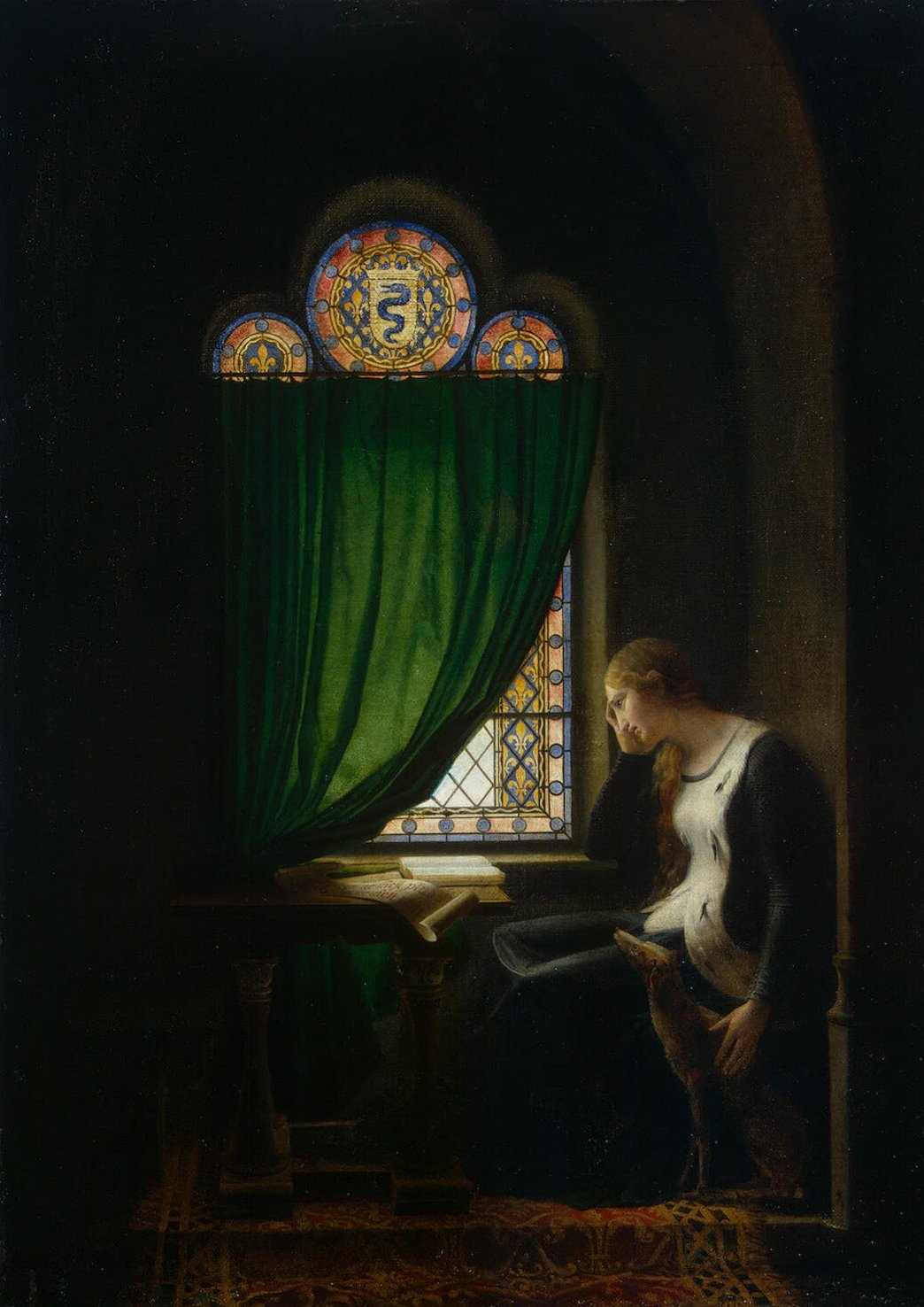
Valentina de Milán guardando luto por su marido el duque de Orleáns (Fleury François Richard).

La viudez o viudedad es el estado de haber perdido al cónyuge por fallecimiento; si es un varón se le llama viudo, y si es mujer, viuda. A su vez, a la persona que está en este estado se le denomina "cónyuge superviviente" o "cónyuge supérstite".

## Descripción
La viudez siempre ha sido una importante problemática social, particularmente en el pasado. En las familias en que el marido era el único proveedor, la viudez podía hundir a los parientes en la pobreza, por esto muchas obras benéficas tenían como objetivo el ayudar a viudas y huérfanos. La situación empeoraba con la larga vida de las mujeres, ya que los varones generalmente contraían matrimonio con féminas más jóvenes que ellos.
Sin embargo, en algunas sociedades patriarcales, las viudas se hallaban entre las mujeres más independientes. Una viuda a veces continuaba los negocios de su marido y consecuentemente se le concedían ciertos derechos, tales como la admisión a cooperativas.
Adicionalmente existían implicaciones de libertad sexual; a pesar de que algunos testamentos incluían cláusulas de castidad (que requerían que las viudas quedasen célibes para poder recibir la herencia), en sociedades donde se vedaba el divorcio, la viudez le permitía a las mujeres volverse a casar. La "Esposa de Bath", en los Cuentos de Canterbury de Geoffrey Chaucer, se refiere a que quedó viuda cinco veces, permitiéndose grandiosas experiencias sexuales. Enviudar puede tener un impacto emocional negativo (e.g. ansiedad, depresión), como también puede ayudar a experimentar crecimiento personal.
En otras culturas, las viudas eran tratadas de diferente manera. Por ejemplo, en la India se hacía una elaborada ceremonia durante el funeral del marido de la viuda, que incluía el romper los brazaletes, remoción de las decoraciones hechas con bindi, así como también cualquier atavío colorido, haciendo que la mujer vistiera de blanco.

## Historia
El estado de viudez ha merecido el máximo respeto en todos los tiempos, tanto es así que Marcial, en sus epigramas, llegó a decir que la mujer que casa muchas veces comete adulterio. Los Padres de la Iglesia, sin condenar las segundas nupcias, aconsejaban abstenerse de ellas.
Entre los hebreos, la viuda que no había tenido hijos de su esposo debía casarse con el hermano de su marido (levirato). Tenía por objeto esta ley:
1. Conservar los bienes en la misma familia.
2. Perpetuar el nombre del primer marido.

No se contraía la ley a que la viuda se casara con su cuñado sino que, a falta de este, entraban los parientes más cercanos con tal de que fuesen de la misma línea. Este matrimonio se hacía sin solemnidad y solo en virtud de la ley. Sin embargo, la costumbre era que se verificase la unión en presencia de al menos dos testigos y que el esposo diese una moneda a la esposa. Después se añadió la bendición nupcial y un escrito para asegurar la dote de la mujer.
Parece que los judíos después de la cautividad de Babilonia o, según otros, después de la destrucción del segundo templo, no practicaron más esta ley.

### Hasta elsigloXIV
Los estatutos de la viuda fueron estudiados por el jurista André Rosamberten en 1923, con tres casos principales presentes hasta el siglo XIV:
1. La viuda no puede sobrevivir a su marido; debe suicidarse (pira funeraria india) o ser ejecutada (estrangulación, degollado, entierro vivo); esto es un sacrificio (inmolación).
2. Se le prohíbe volver a casarse (caso mal establecido, poco claro) o, por el contrario, se le impone (ley del levirato judío, por ejemplo), o al menos se recomienda firmemente (ley musulmana).
3. Tiene toda su libertad, incluso “quitarse el velo” (una situación bastante común en el cristianismo antiguo; la Iglesia acepta volver a casarse siempre que se consienta libremente[6]).

## Prácticas de duelo

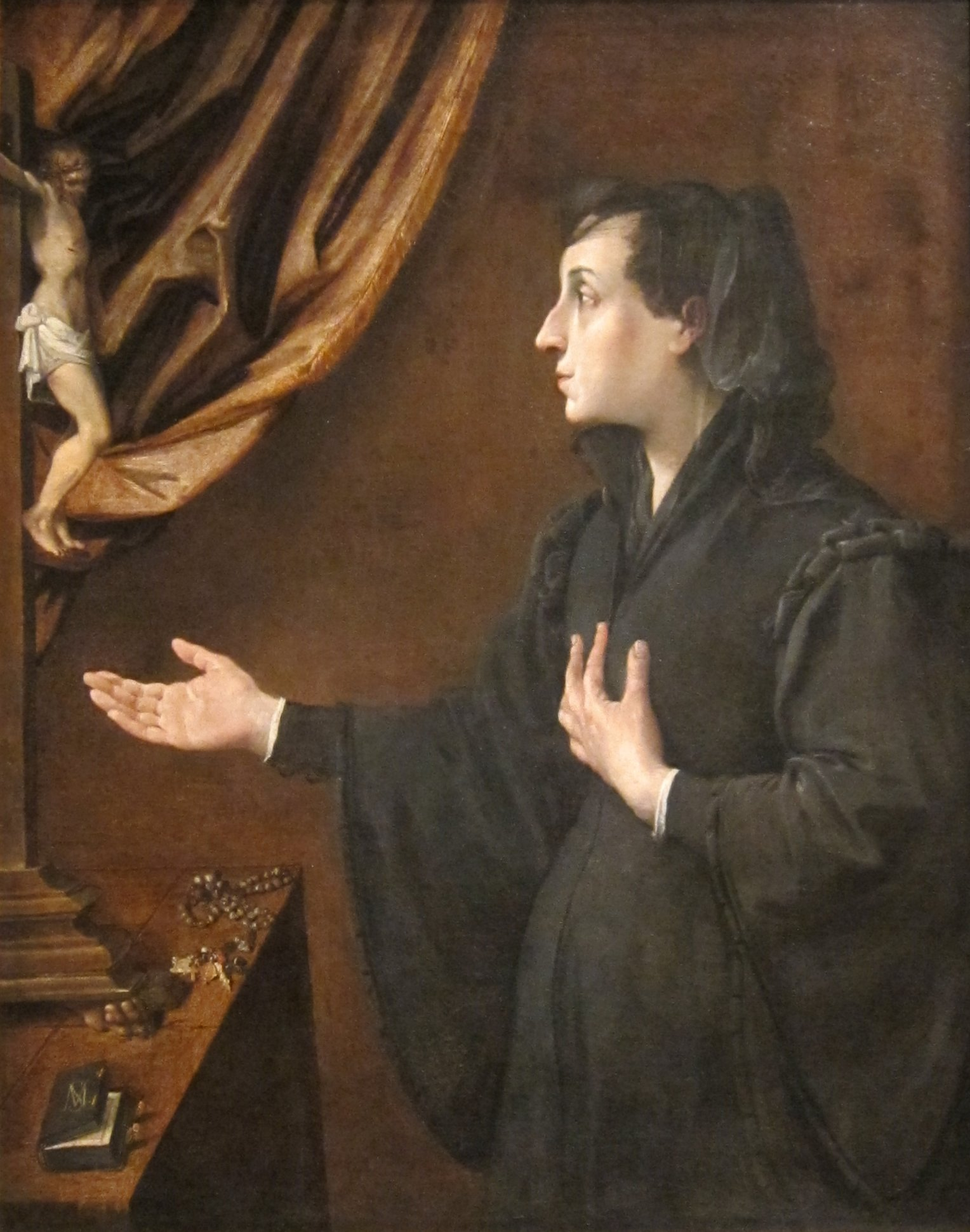
Retrato de una viuda, Ludovico Carracci (circa 1585).

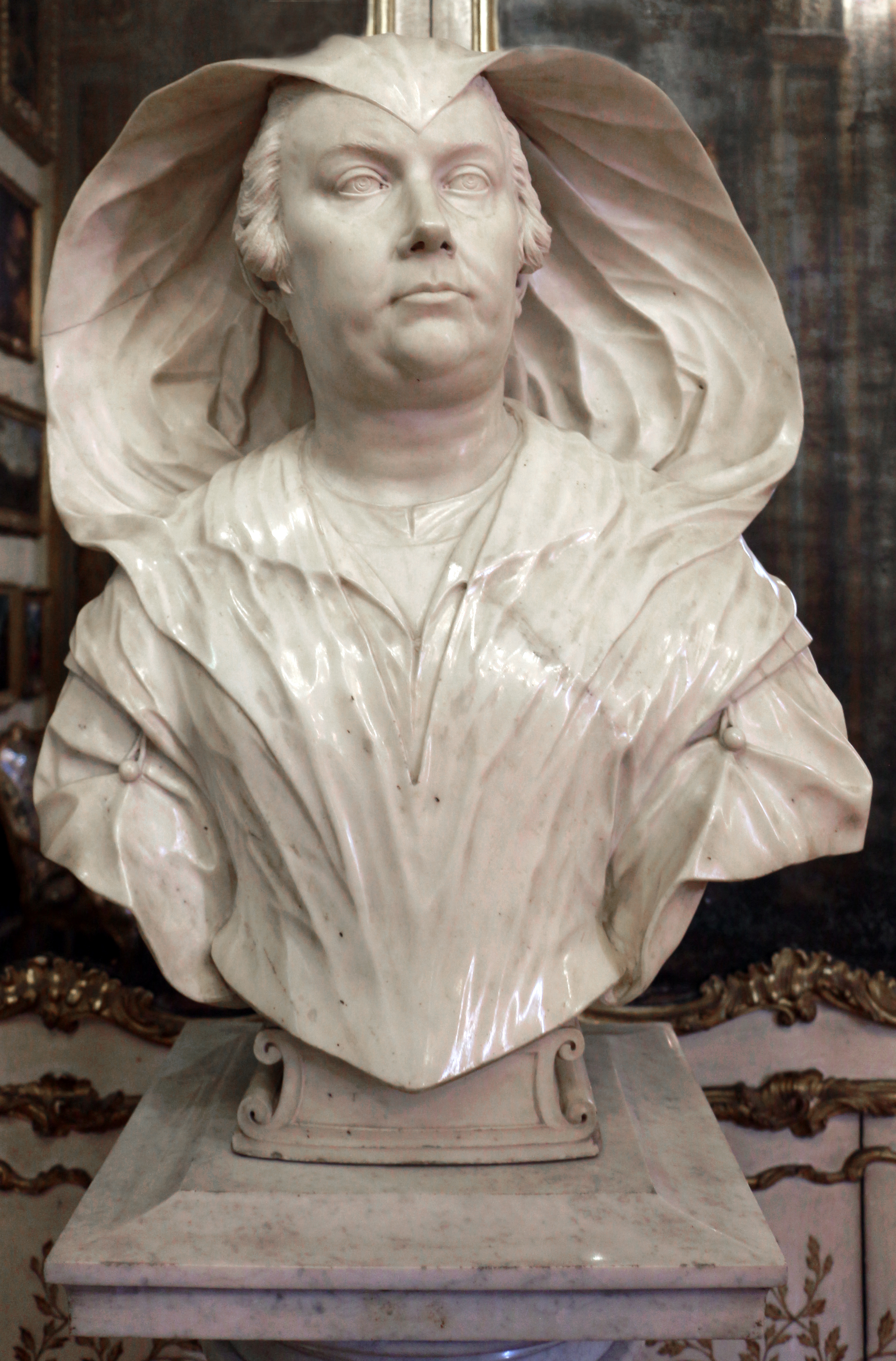
Escultura de Olimpia Maidalchini con capucha de viuda.

En algunas partes de Europa y América Latina, como Rusia, Eslovaquia, República Checa, Grecia, Italia, Portugal, España y México, las viudas solían vestir de negro durante el resto de sus vidas en señal de luto, una práctica que ha desaparecido en gran medida. Las inmigrantes cristianas ortodoxas pueden vestir de negro toda la vida en Estados Unidos para significar su viudedad y devoción al marido fallecido.

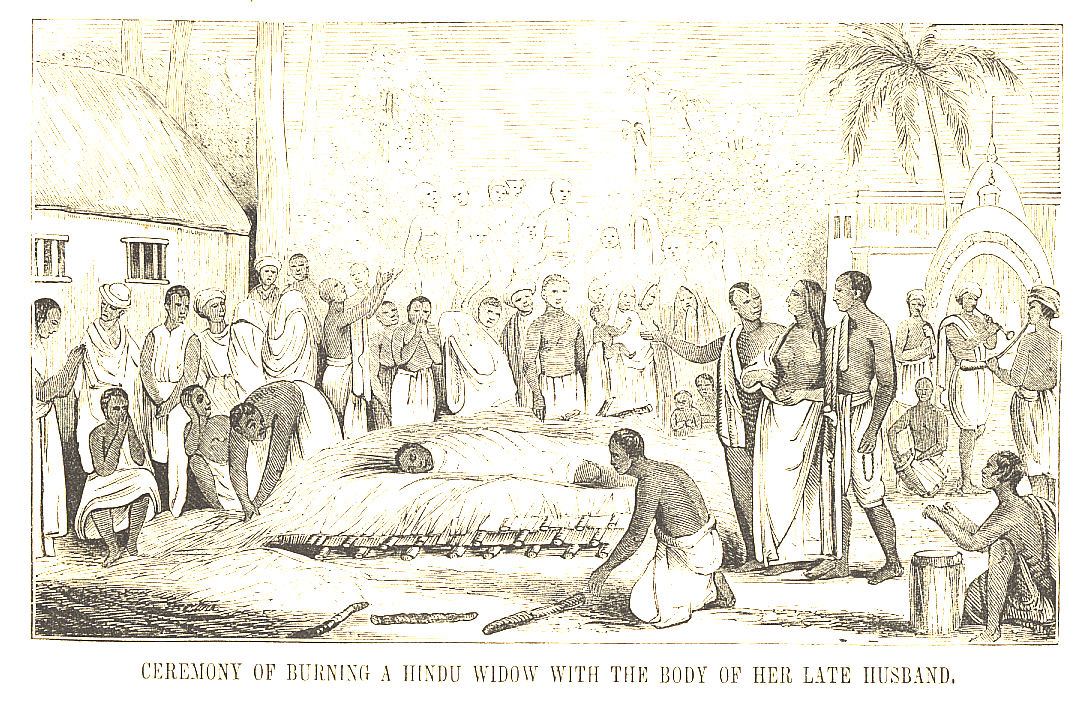
Quema de una viuda hindú con el cuerpo de su difunto marido en la India. Fecha: anterior a 1851. Fuente: Robert Sears (Editor): Historia pictórica de China y la India; que comprende una descripción de esos países y sus habitantes,...; Nueva York, publicado por Robert Sears, 1851.

Tras la Ley hindú de segundas nupcias de las viudas de 1856, la condición de viuda de las mujeres hindúes se acompañó de un simbolismo corporal - La cabeza de la viuda se afeitaba como parte de su luto, ya no podía llevar un punto rojo sindoor en la frente, se le prohibía llevar joyas de boda, tenía que mantener los pechos descubiertos y debía andar descalza. Estas costumbres se consideran en su mayoría retrógradas, pero aún prevalecen entre los hindúes.
En algunas partes del sur de Asia, a menudo se acusa a una mujer de causar la muerte de su marido y no se le permite mirar a otra persona, ya que su mirada se considera de mala suerte.
Algunos nigerianos prefieren que una viuda beba el agua con la que se lavó el cuerpo de su marido muerto o, de lo contrario, que duerma junto a la tumba de su marido durante tres días.
En la folklore de Chiloé del sur de Chile, las viudas y los gato negros son elementos importantes que se necesitan a la hora de cazar el tesoro del carbunclo. 

## Posición económica

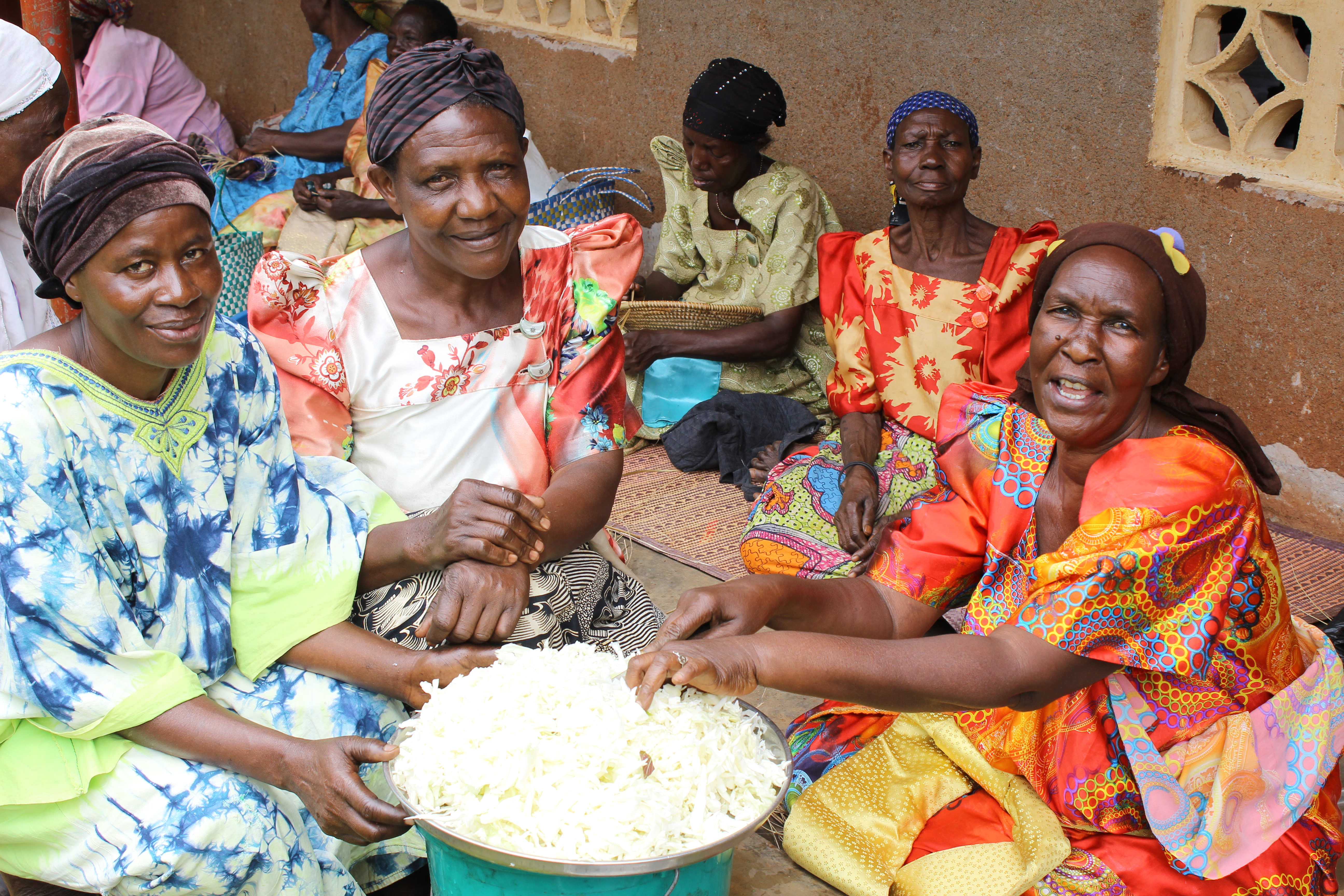
Viudas de Uganda que se apoyan mutuamente trabajando en artesanías para venderlas y obtener ingresos.

En las sociedades donde el marido es el único proveedor, su muerte puede dejar a su familia en la indigencia. La tendencia a que las mujeres vivan más que los hombres puede agravar esta situación.
La Biblia recoge varios mandamientos sobre el cuidado de la viuda, la prohibición de hacerle daño y el deber de alegrarla durante las fiestas, por ejemplo: "Alegraos en vuestra fiesta: vosotros, vuestros hijos e hijas, vuestros siervos y siervas, y los levitas, los extranjeros, los huérfanos y las viudas que viven en vuestras ciudades" (Biblia hebrea, Libro del Deuteronomio 16:14).
En la Gran Bretaña del siglo XIX, las viudas tenían más oportunidades de movilidad social que en muchas otras sociedades. Junto con la capacidad de ascender socioeconómicamente, las viudas -que eran "presumiblemente célibes"- tenían mucha más capacidad (y probabilidad) de desafiar el comportamiento sexual convencional que las mujeres casadas de su sociedad.
Puede ser necesario que una mujer cumpla con las costumbres sociales de su zona porque su estatura fiscal depende de ello, pero esta costumbre también suele ser objeto de abuso por parte de otros como forma de mantener el dinero dentro de la familia del cónyuge fallecido. También es poco común que las viudas desafíen el trato que reciben porque a menudo "desconocen sus derechos bajo la ley moderna... debido a su bajo estatus, y a la falta de educación o representación legal". La desigualdad de prestaciones y de trato[aclaración necesaria] que suelen recibir las viudas en comparación con las que reciben los viudos a nivel mundial[ejemplo necesario] ha suscitado el interés de los activistas de los derechos humanos por esta cuestión. Durante la pandemia del VIH, que afectó especialmente a las comunidades homosexuales, los acompañantes de los hombres fallecidos tenían pocos recursos en los tribunales de bienes contra la familia del difunto. Al no poder casarse legalmente, el término viudo no se consideraba socialmente aceptable. Esta situación solía conllevar un estigma añadido para el hombre superviviente.
En 2004, las mujeres de Estados Unidos que enviudaron más jóvenes corren un mayor riesgo de sufrir dificultades económicas. Las mujeres casadas que forman parte de un hogar económicamente inestable tienen más probabilidades de enviudar "debido a la fuerte relación entre la mortalidad [del cabeza de familia masculino] y la riqueza [del hogar]" En las zonas subdesarrolladas y en desarrollo del mundo, las condiciones de las viudas siguen siendo mucho más graves. La Convención de las Naciones Unidas sobre la Eliminación de Todas las Formas de Discriminación contra la Mujer (ratificada por 135 países), aunque es lenta, está trabajando en propuestas que harán ilegales ciertos tipos de discriminación y trato a las viudas (como la violencia y la retención de los derechos de propiedad) en los países que se han adherido a la CEDAW.
En Estados Unidos, la Seguridad Social ofrece una prestación de supervivencia a las personas que reúnan los requisitos necesarios una vez por pérdida hasta que cumplan los 50 años, tras lo cual se puede tener en cuenta un segundo matrimonio a la hora de solicitar las prestaciones. El máximo sigue siendo el mismo, pero en este caso el superviviente tiene opciones entre acceder a sus prestaciones ganadas o a las de uno de sus cónyuges fallecidos que reúnan los requisitos necesarios en intervalos elegidos para maximizar el aumento de las prestaciones por retrasar una solicitud (es decir, a los 63 años reclamar la prestación reducida del marido uno, luego la cantidad completa del marido dos a los 67 y su propia prestación mejorada a los 68).

## Estadísticas sobre la viudez en Francia
En 2008, Francia contaba con 3.356.609 viudas y 678.844 viudos, es decir, 4.035.453 personas afectadas por la viudez. Así, las personas viudas procedentes de unión matrimonial representan el 6,3% de la población francesa. Si sumamos los casos de nuevos matrimonios y de convivientes en duelo, el número de viudas y viudos llega a 5.000.000. Cada año, aproximadamente 235.000 personas pierden a su cónyuge, de las cuales 24.000 viudas y 6.000 viudos quedan viudos antes de los 55 años, el 80% de los cuales son mujeres.  Casi 420.000 adultos jóvenes pierden a su cónyuge antes de los 55 años.
Cada día se producen 580 nuevos casos de viudez, el 27% son menores de 67 años.
Los viudos (hombres y mujeres combinados) que tienen hijos pequeños (menores de seis años) son los que con mayor frecuencia vuelven a estar juntos.
Según el Departamento de Investigación, Estudios, Evaluación y Estadística, tras tres años de viudez, el 30% de ellos vivía en pareja, frente al 6% de los viudos con hijos mayores de 18 años en el momento de su muerte. Los hombres con un nivel social alto dan un giro a su vida con mayor facilidad. Según Christiane Delbès y Joëlle Gaymu en un estudio publicado para el Institut national d'études démographiques, INED, el 42% de los directivos jubilados de entre 65 y 74 años han creado una nueva unión, frente al 25% de los trabajadores. Entre las mujeres, el nivel social tiene poca influencia en la reubicación.
Las posibilidades de formar una nueva pareja son aún menores cuanto más tarde se produce la viudez.
Uno o más niños, huérfanos, acompañan al llamado padre “superviviente”. Hay 500.000 huérfanos menores de 21 años, según una estimación de Alain Monnier y Sylvie Pennec en un estudio publicado para el Instituto Nacional de Estudios Demográficos en 2003.
La Federación de Asociaciones de Cónyuges Supervivientes (en francés Fédération d'Associations de Conjoints Survivants, FAVEC) acoge, escucha, informa, apoya a los cónyuges supervivientes y defiende sus derechos. También se está movilizando a favor de la viudez temprana y la causa de los huérfanos, dos prioridades en gran medida ignoradas.

### En francés
- Beauvalet-Boutouyrie, Scarlett (2001). Être veuve sous l'Ancien Régime (en francés). Paris: Belin. ISBN 978-2-7011-2961-7.
- Christine Dousset (2003). «Scarlett Beauvalet-Boutouyrie, Être veuve sous l'Ancien Régime, préface de Jean-Pierre Bardet, Paris, Belin, Essais d'histoire moderne, 2001, 415 p.». Clio. Femmes, genre, histoire (17): 276-277.
- Marion Trévisi (2003). «Scarlett Beauvalet-Boutouyrie, Être veuve sous l'Ancien Régime». Histoire, économie et société 22 (4): 592-593.
- Bihl, Laurent; Chavaud, Frédéric (2018). De la pleureuse à la veuve joyeuse (en francés). Université Pantheon-Sorbonne. ISBN 979-10-351-0094-0.
- Isabelle Delaunay (2016). «L’autre veuvage: les concubins face à la mort en France». Enfances Familles Générations (24).
- Sabine Juratic; Nicole Pellegrin (1994). «Femmes, villes et travail en France dans la deuxième moitié du XVIIIe siècle». Histoire, économie et société 13 (3)..
- Moissenet, Marie-Claire (2004). Traverser le veuvage (en francés). Paris: Les Éd. de l'Atelier. ISBN 978-2-7082-3756-8.
- Nicole Pellegrin; Colette H. Winn, director (2003). Veufs, veuves et veuvage dans la France d’ancien régime. Rencontres (207). Éditions Classiques Garnier. ISBN 978-2-8124-5786-9. doi:10.15122/isbn.978-2-37312-776-8.
- Christèle Potvin (2015). «Les archives des corporations d’arts et métiers sous l’Ancien Régime et le travail des femmes». «Tout ce qu'elle saura et pourra faire »: Femmes, droits, travail en Normandie du Moyen Âge à la Grande Guerre. Mont-Saint-Aignan: Presses universitaires de Rouen et du Havre. pp. 43-56. ISBN 979-10-240-1055-7. doi:10.4000/books.purh.4045.